# کوپراس کوو (تگزاس)
کوپراس کوو، تگزاس(به انگلیسی: Copperas Cove, Texas) شهری در ایالت تگزاس از ایالات جنوبی ایالات متحده آمریکا است. در سرشماری سال ۲۰۰۰، جمعیت این شهر ۲۹۵۹۲ نفر اعلام شد.